# 救済史
救済史 (きゅうさいし、英語: History of redemption) とは創造以前に定められた神の計画により、イエス･キリストの死と復活を中心に堕落した罪人を救う、全ての御わざを指している。より幅広い意味で救済史を定義するならば、人類の初めであるアダムとエバの堕落によって失った楽園を取り戻すために、人類と万物を新たにしようとする神の経綸と言うこともできる。
救済という言葉においては、「解放」と似た意味として罪という束縛から代価を支払い自由となる「救い」を指している。よって、救済とは必ず何か代価を支払わなくてはいけないということを前提としている。罪の結果である死 (ローマ6:23) の代価を、私たちの代わりに支払い、救ってくださるのは天上天下においてイエス･キリストただ一人である (マタイ20:28)。
救済史の重要な主題は、大きく「創造」と「堕落」と「救い」に分けることができる。神の形に模って想像された人が (創世記1:26-27)、創造主なる神様の御言葉に従わなかったことによって堕落してしまった (創世記3:6)。神は堕落したこの人間を救うために眠ることなく (詩編121:3-4)、救いの歴史を進めている。創造と堕落と救いの歴史の中で、中断することなく前進する神の救済史を引き継いで来たのが、神の「契約」である。

## 救済史と契約
神の救済史を時代ごとに繋ぎ合わせているチェーン (link) は、「契約」とその「契約の成就」である。よって、創造と堕落と救いという「救済史の主題」において、この契約が実際の歴史の中でどのように成就して来たのかを、具体的に察することはとても重要である。
契約 (言約, Covenant) はヘブライ語で「ベリト」であり、契約の当事者たちが相互の間に同意することを表す。しかし、神と神の民との契約は、神の一方的で主権的な契約である。 何故ならば神は創造主であり、人は彼の被造物として、本質的に神と人は相互同等な存在ではないからである。しかし、「私があなたとの間に契約を立てる…」という創世記 6:18 の言葉にも、契約を立てる方は神であり契約の所有者も神であると語っている。また、ヘブライ語「ベリト」は「裂く」という意味を持っている。昔、近東地方で破棄されてはいけないとても重要な契約を結ぶ時、獣を殺してから裂き、両側に分けておいたことから由来した言葉である (創世記15:10, エレミヤ34:18)。 これは、もし契約者たちが約束を守らない時には、裂かれた獣のようになるということを意味している。

## 救済史と経綸
経綸 (Administration) という言葉は、「仕事を組織して経営すること」という意味を含んでいる。ギリシャ語で経綸は「オイコノミア」である。 その意味は管理者 (ルカ16:2-4、使徒行伝4:2)、職分 (Ⅱコリント9:17)、経綸 (コロサイ1:25)、奥義 (エペソ1:9) に訳すことができる。
このような意味を総合して見るとき、経綸とは管理者が家を管理して治めるように、全宇宙の主人である神が人類の救いのために地上の教会とキリストを通して、天下を治める経営を意味する。神の経綸とは、神が自分の民の救いのために宇宙万物の運行と秩序、時間を最も適切に調節して、分配し並べ、計画して支配しながら管理するすべての過程を意味する (コロサイ1:25) 。

## 救済史と摂理
神は契約を永遠に成就させるために救済史の中で具体的な活動を行なうのだが、それがまさに「摂理 (Providence)」である。「摂理」は、「自然界を支配している原理」、または「世の中の全てのものを治める神の意志、または恩恵」である。
摂理は、神が決心された目的を果たすために全てのものを治める神の継続的な活動、 すなわち全ての事をその心通りに働かせる神の計画の実践である。言い換えれば救いの計画を実現されていく神自身の具体的な活動である。罪を犯した人間を救おうとする神の計画が実現するまで、この世の中で起こる全ての事に主権的に介入して積極的に働くという意味である
。

## 聖書解釈の歴史
- 救済史的に聖書を理解するためには、予型と象徴を正しく理解することが必要である。救済史的な立場で、象徴を取り扱うために、用いられるのが予型論的解釈である。ルターやカルヴァンは正しい意味での予型論的解釈を主張した。
- 救済史の概念を最初に提唱したのは、ヨーハン・ホーフマンである。聖書の機械的な理解に異議を唱えて、聖書解釈において、文法的、歴史的解釈と第三の解釈原理である、神学的解釈を加えた。それは、神が聖書の著者であるならば、そこに一貫性があり、明確な目的があるはずであるという前提である。
- 1939年にL・ゴッペルトが『テュポス』を著した。この書が、旧約学者、ゲルハルト・フォン・ラート、マルティン・ノート、新約学者のストフェール、E・シュタウファーらに積極的に評価された。
- ゴッペルトは、旧約聖書の人物、出来事、制度は新約において成就されるべき、事柄の預言であったとした。
- フォン・ラートは、啓示が進展的なものであり、初めから終わりに向うものであることを主張した。

## 聖書の歴史
- 旧約聖書においては、創造、堕落に始まる創世記1章－11章を序章として、アブラハムを父祖とするイスラエルの歴史に入り、モーセによる出エジプトを中心的な出来事として、扱っている。イスラエルの歴史においては、出エジプトの歴史が救いの型になって、繰り返されている。
- 新約聖書においては、キリストの受肉、十字架、復活、昇天、初代教会誕生という新しいイスラエルの歴史の枠の中で取り扱われて、終末における審判と救いの完成を目指して進展していく。